# Quadratsummen-Funktion
Die Quadratsummen-Funktion (engl. sum of squares function) {\displaystyle r_{k}(n)} ist eine zahlentheoretische Funktion, die angibt, auf wie viele Arten eine gegebene natürliche Zahl {\displaystyle n} als Summe von {\displaystyle k} Quadraten ganzer Zahlen dargestellt werden kann, wobei alle Vertauschungen und Vorzeichenkombinationen mitgezählt werden.

## Definition
| n  | n    | r1(n) | r2(n) | r3(n) | r4(n) | r5(n) | r6(n) | r7(n) | r8(n)  |
| -- | ---- | ----- | ----- | ----- | ----- | ----- | ----- | ----- | ------ |
| 0  | 0    | 1     | 1     | 1     | 1     | 1     | 1     | 1     | 1      |
| 1  | 1    | 2     | 4     | 6     | 8     | 10    | 12    | 14    | 16     |
| 2  | 2    | 0     | 4     | 12    | 24    | 40    | 60    | 84    | 112    |
| 3  | 3    | 0     | 0     | 8     | 32    | 80    | 160   | 280   | 448    |
| 4  | 2    | 2     | 4     | 6     | 24    | 90    | 252   | 574   | 1136   |
| 5  | 5    | 0     | 8     | 24    | 48    | 112   | 312   | 840   | 2016   |
| 6  | 2‧3  | 0     | 0     | 24    | 96    | 240   | 544   | 1288  | 3136   |
| 7  | 7    | 0     | 0     | 0     | 64    | 320   | 960   | 2368  | 5504   |
| 8  | 23   | 0     | 4     | 12    | 24    | 200   | 1020  | 3444  | 9328   |
| 9  | 32   | 2     | 4     | 30    | 104   | 250   | 876   | 3542  | 12112  |
| 10 | 2‧5  | 0     | 8     | 24    | 144   | 560   | 1560  | 4424  | 14112  |
| 11 | 11   | 0     | 0     | 24    | 96    | 560   | 2400  | 7560  | 21312  |
| 12 | 2‧3  | 0     | 0     | 8     | 96    | 400   | 2080  | 9240  | 31808  |
| 13 | 13   | 0     | 8     | 24    | 112   | 560   | 2040  | 8456  | 35168  |
| 14 | 2‧7  | 0     | 0     | 48    | 192   | 800   | 3264  | 11088 | 38528  |
| 15 | 3‧5  | 0     | 0     | 0     | 192   | 960   | 4160  | 16576 | 56448  |
| 16 | 24   | 2     | 4     | 6     | 24    | 730   | 4092  | 18494 | 74864  |
| 17 | 17   | 0     | 8     | 48    | 144   | 480   | 3480  | 17808 | 78624  |
| 18 | 2‧32 | 0     | 4     | 36    | 312   | 1240  | 4380  | 19740 | 84784  |
| 19 | 19   | 0     | 0     | 24    | 160   | 1520  | 7200  | 27720 | 109760 |
| 20 | 2‧5  | 0     | 8     | 24    | 144   | 752   | 6552  | 34440 | 143136 |

Die Funktion ist für alle {\displaystyle n\in \mathbb {N} _{\geq 0}} und {\displaystyle k\in \mathbb {N} _{\geq 1}} definiert als
{\displaystyle r_{k}(n):=\sum _{\begin{array}{c}a_{1}^{2}+a_{2}^{2}+\cdots +a_{k}^{2}=n\\(a_{1},a_{2},\dots ,a_{k})\in \mathbb {Z} ^{k}\end{array}}1={\Bigl |}\left\{(a_{1},a_{2},\dots ,a_{k})\in \mathbb {Z} ^{k}\mid a_{1}^{2}+a_{2}^{2}+\cdots +a_{k}^{2}=n\right\}{\Bigr |},}
d. h. als Anzahl der Darstellungsmöglichkeiten von {\displaystyle n} als Summe von {\displaystyle k} Quadraten ganzer Zahlen mit {\displaystyle k\geq 1} (für {\displaystyle r_{2}} wird oft nur {\displaystyle r} geschrieben). Beispielsweise gilt
{\displaystyle r_{k}(0)=1}
für alle {\displaystyle k}. Es ist
{\displaystyle r_{2}(1)=4},
da {\displaystyle 1=0^{2}+(\pm 1)^{2}=(\pm 1)^{2}+0^{2}} mit jeweils 2 Vorzeichenkombinationen gilt, und auch
{\displaystyle r_{2}(2)=4}
wegen {\displaystyle 2=(\pm 1)^{2}+(\pm 1)^{2}} mit 4 Vorzeichenkombinationen. Andererseits ist
{\displaystyle r_{2}(3)=0},
weil es keine Darstellung der Zahl 3 als Summe von 2 Quadraten gibt.
Aus der Definition folgt sofort die Beziehung
{\displaystyle r_{k+m}(n)=\sum _{t=0}^{n}r_{k}(t)\ r_{m}(n-t),}
aus der sich eine Rekursionsformel zur effizienten Berechnung ableiten lässt:
{\displaystyle r_{k+1}(n)=r_{k}(n)+2\sum _{t=1}^{\sqrt {n}}r_{k}(n-t^{2})}

## Durchschnittliche Größenordnung
Es sei
{\displaystyle R_{k}(x):=\sum _{n=0}^{x}r_{k}(n)=\sum _{a_{1}^{2}+a_{2}^{2}+\dotsb +a_{k}^{2}\leq x}1}.
Das ist anschaulich die Anzahl der (ganzzahligen) Gitterpunkte in einer {\displaystyle k}-dimensionalen Kugel mit dem Radius {\displaystyle {\sqrt {x}}} und darum näherungsweise gleich dem Kugelvolumen. Genauer lässt sich rekursiv ableiten
{\displaystyle R_{k}(x)=V_{k}x^{\frac {k}{2}}+O(x^{\frac {k-1}{2}})},
wobei {\displaystyle O(.)} das Landau-Symbol ist und die Konstanten {\displaystyle V_{k}} die Volumina der {\displaystyle k}-dimensionalen Einheitskugeln sind:
{\displaystyle V_{2}=\pi ,\;V_{3}={\frac {4}{3}}\pi ,\;V_{4}={\frac {1}{2}}\pi ^{2},\;\dots }
Die durchschnittliche Größenordnung von {\displaystyle r_{k}(n)} ist damit {\displaystyle {\tfrac {k}{2}}V_{k}x^{{\tfrac {k}{2}}-1}}, also z. B. {\displaystyle \pi } die von {\displaystyle r_{2}(x)}.

## Erzeugende Funktion
Die erzeugende Funktion erhält man als Potenz der Jacobischen Thetafunktion {\displaystyle \vartheta (z,q)} für den Spezialfall {\displaystyle z=0}. Dafür gilt
{\displaystyle \vartheta _{3}(q):=\vartheta (0,q)=\sum _{n=-\infty }^{\infty }q^{n^{2}}=1+2q+2q^{4}+2q^{9}+2q^{16}+\dotsb }
Man erhält daraus
{\displaystyle (\vartheta _{3}(q))^{k}=\sum _{n_{1},n_{2},\dotsc ,n_{k}}q^{n_{1}^{2}+n_{2}^{2}+\dotsb +n_{k}^{2}}=\sum _{n=0}^{\infty }q^{n}\sum _{n_{1}^{2}+n_{2}^{2}+\dotsb +n_{k}^{2}=n}1=\sum _{n=0}^{\infty }q^{n}\ r_{k}(n)}.

## Spezielle Fälle

Werte und durchschnittliche Größenordnung von r_{2}(n)

Werte und durchschnittliche Größenordnung von r_{4}(n)

Werte und durchschnittliche Größenordnung von r_{8}(n)

Einige spezielle Formeln sind z. B. (für {\displaystyle n>0}):
Für {\displaystyle k=2} gilt:
{\displaystyle r_{2}(n)=4\sum _{d\mid n \atop d\equiv 1{\pmod {2}}}(-1)^{(d-1)/2}=4\sum _{d\mid n}\sin \left(d{\frac {\pi }{2}}\right)}
Mit Hilfe der Primfaktorzerlegung {\displaystyle n=2^{g}p_{1}^{f_{1}}p_{2}^{f_{2}}\cdots q_{1}^{h_{1}}q_{2}^{h_{2}}\cdots }, wobei {\displaystyle p_{i}} die Primfaktoren der Form {\displaystyle p_{i}\equiv 1{\pmod {4}}} und {\displaystyle q_{i}} die Primfaktoren der Form {\displaystyle q_{i}\equiv 3{\pmod {4}}} sind, ergibt sich als weitere Formel
{\displaystyle r_{2}(n)=4(f_{1}+1)(f_{2}+1)\cdots },
wenn alle Exponenten {\displaystyle h_{1},h_{2},\dotsc } gerade sind. Ist mindestens ein {\displaystyle h_{i}} ungerade, dann ist {\displaystyle r_{2}(n)=0}. Nach Definition ist {\displaystyle r_{2}(n)} auch die Anzahl der Gaußschen Zahlen mit der Norm {\displaystyle n}.
Für {\displaystyle k=3} bewies Gauß für quadratfreie Zahlen {\displaystyle n>4} die Formel
{\displaystyle r_{3}(n)={\begin{cases}24h(-n),&{\text{wenn }}n\equiv 3{\pmod {8}},\\0&{\text{wenn }}n\equiv 7{\pmod {8}},\\12h(-4n)&{\text{sonst}},\end{cases}}}
wobei {\displaystyle h(m)} die Klassenzahl einer ganzen Zahl {\displaystyle m} bezeichnet.
Für beliebige {\displaystyle n>0} gilt nach dem Drei-Quadrate-Satz {\displaystyle r_{3}(n)=0} genau dann, wenn {\displaystyle n} sich in der Form {\displaystyle n=4^{a}(8b+7),a\geq 0,b\geq 0} darstellen lässt.
Die Formel für {\displaystyle k=4} stammt von Carl Gustav Jacob Jacobi und liefert {\displaystyle r_{4}(n)} als achtfache Summe aller Teiler von {\displaystyle n,} die nicht durch 4 teilbar sind (Satz von Jacobi):
{\displaystyle r_{4}(n)=8\sum _{d\mid n;\ 4\nmid d}d}
Für alle Primzahlen {\displaystyle p} gilt damit speziell
{\displaystyle r_{4}(p)=8(p+1)}
und für alle Zweierpotenzen
{\displaystyle r_{4}(2^{k})=24,\;k\geq 1}.
{\displaystyle r_{4}(n)} ist auch die Anzahl aller Lipschitz-Quaternionen mit der Norm {\displaystyle n}.
Für die Anzahl der Darstellungen von {\displaystyle n} durch {\displaystyle 2s} Quadrate für {\displaystyle s\geq 3} gibt es ganz analoge Formeln. So ist z. B.
{\displaystyle r_{6}(n)=16\sum _{d\mid n}\chi ({\tfrac {n}{d}})d^{2}-4\sum _{d\mid n}\chi (d)d^{2}=4\sum _{d\mid n}[4\chi ({\tfrac {n}{d}})-\chi (d)]d^{2}},
wobei {\displaystyle \chi (d)=+1,-1,0} ist, je nachdem {\displaystyle d} von der Form {\displaystyle 4k+1,4k-1,2k} ist.
Jacobi fand auch eine explizite Formel für {\displaystyle k=8}:
{\displaystyle r_{8}(n)=16\sum _{d\mid n}(-1)^{n+d}d^{3}}

## Beziehung zur Sierpiński-Konstanten
Der Limes
{\displaystyle K:=\lim _{n\to \infty }\left(\sum _{k=1}^{n}{\frac {r_{2}(k)}{k}}-\pi \log n\right)}
existiert und wird (nach Wacław Sierpiński) als Sierpiński-Konstante bezeichnet. Diese lässt sich durch die Kreiszahl, die Euler-Mascheroni-Konstante und die Gammafunktion ausdrücken:
{\displaystyle K=\pi (2\gamma +4\log \Gamma ({\tfrac {3}{4}})-\log \pi )}